# 이경선 (음악가)
이경선(1965년 1월 11일~)은 대한민국의 바이올린 연주자이자, 현재 미국 인디애나대 음대(Jacobs School of Music) 종신교수로 재직중이다.
서울대학교 음악 대학(바이올린 전공)을 수석 졸업(실기 부문)하였으며 김남윤을 사사하였다, 피바디 음악원에서 실비아 로젠버그를 사사하여 최고연주자 과정 아티스트 디플로마를 받았고, 줄리아드 학교 전문연주자 과정에서 로버트 만, 도로시 딜레이를 사사하였다. 워싱턴 포스트로부터 "정경화 이후 가장 장래가 촉망되는 연주가"라는 평가를 받았다. 1723년산 요세프 과르네리(이탈리아어: Joseph Guarnerius) 바이올린을 사용한다.

## 콩쿠르 참가 및 수상 경력
- 동아 콩쿠르 1위
- 이화경향음악콩쿠르 1위[2]
- 한국 콩쿠르 1위
- 부산 콩쿠르 1위
- 몬트리올 국제 콩쿠르 3위[2], 가장 뛰어난 위촉곡 연주상과 청중이 뽑는 연주상을 수상하기도 했다.
- 퀸 엘리자베스 콩쿠르 동상[2]
- 차이콥스키 콩쿠르 6위[2]
- 1991년 워싱턴 국제 콩쿠르 우승[1]
- 1991년 디안젤로 국제 콩쿠르 1위
- 1992년 레오폴드 모짜르트 국제콩쿠르 2위

## 교수 활동
- 전 미국 오벌린 음악대학 조교수[2]
- 전 휴스턴 음악대학 부교수[1]
- 전 서울대학교 음악대학 관현악과 교수[1]
- 현재 미국 인디애나대 음대(Jacobs School of Music) 종신교수

## 교향악단과의 협연 기록
- 몬트리올 심포니, 볼티모어 챔버, KBS 교향악단[2]
- 뮌헨 라디오 오케스트라(지휘 예후디 메뉴힌),
- 모스크바 국립 오케스트라
- 벨기에 국립 오케스트라
- 타이페이 시립 교향악단
- 뉴질랜드 심포니와 협연
- 투스칼루사 교향악단
- 슈타쿠아 심포니 오케스트라,
- 게인스빌 챔버 오케스트라
- 북미의 주피터 심포니
- 프렌치 챔버 오케스트라
- 시티뮤직 클리브랜드 챔버 오케스트라
- 뮌헨 방송교향악단

## 독주및 챔버 공연 기록
- 뉴욕의 알리스 털리 홀, Barge music, 워싱턴의 케네디 센터와 Phillips Collection 등을 포함한 미국전역에서 연주회를 가졌다
- 챔버 뮤지션으로서 미국의 Marlboro, Aspen, Ravinia, Cape & Islands Festival, 영국의 Prussia Cove Festival에 초청되기도 하였다.

## 대한민국에서의 활동 및 수상
- 세종 솔로이스트 (1995년 줄리아드 학교 교수 강효씨가 뉴욕에서 창설한 다국적 실내악단)의 멤버 역임
- 금호 4중주단 멤버 역임[2]
- '대한민국 문화 홍보대사'로 위촉[2]
- 2001년 대통령 표창 수상
- 2008년 2월에 평양에 세 번째로 초청되어 평양음악대학 교향악단과 협연[1]
- 2009년 7월 26일에 예술의 전당 콘서트 홀에서 지휘자 금난새, 피아니스트인 브라이언 슈츠 등과 협연[3]